# Pierluigi D'Este
Pierluigi D'Este (Venezia, 16 novembre 1958) è un ex arbitro di pallacanestro italiano.

## Carriera
Debutta il 3 marzo 1975, arbitrando per la prima volta nel massimo campionato italiano il 13 ottobre 1985. Ha arbitrato per 12 volte nelle finali scudetto dal 1989 al 2010 e per 14 volte nelle Final Four di Coppa Italia e in tre finali sempre di Coppa Italia. È stato designato anche per due finali di Supercoppa italiana e tre All-Star Game. Detiene a tutt'oggi il record di gare arbitrate in serie A con 752 presenze.
Dal 1989 al 1999 ha arbitrato anche in ambito internazionale in 128 occasioni. Nel 1995 è stato designato per la XVIII Universiade che si svolse a Fukuoka in Giappone.